# Amalie Skram
Berta Amalie Alver Skram, född den 22 augusti 1846 i Bergen, död den 13 mars 1905 i Köpenhamn, var en norsk författare. Skram skrev problemdebatterande naturalistiska romaner, vari hon kritiserade bland annat dubbelmoralen i äktenskapet, samt den dåtida danska sinnessjukvården. I sitt första äktenskap blev hon mor till skådespelaren Ludvig Müller.

## Biografi
Skram växte upp i Bergen, som ett av fem syskon. Hon gifte sig första gången 1864, vid 18 års ålder, med sjökaptenen Bernt Ulrik August Müller och följde honom på hans resor. Paret separerade 1878, och äktenskapet upplöstes 1882. År 1884 gifte hon om sig med den danske författaren Erik Skram, från vilken hon separerade 1900.

## Litterär bana
1877 publicerade Skram sin första artikel (om Jens Peter Jacobsen), och hon skrev under åren därefter begeistrat om samtidens norska och danska diktning, samt några mindre skönlitterära arbeten, däribland skådespelet At lege med Ilden (1877), som refuserades av teatrarna i Bergen och Kristiania, och troligen förstördes av författaren själv.
Skrams första roman var äktenskapsromanen Constance Ring (1885), med en närgående skildring av ett olyckligt äktenskap. Den kom att spela en stor roll i tidens häftiga moral- och äktenskapsdebatt, och tar för första gången i norsk litteratur omsvepslöst upp problemet med kvinnlig frigiditet.
1887 kom de två första banden av romancykeln Hellemyrsfolket, Sjur Gabriel och To venner. De två sista banden, S.G. Myre och Avkom, utkom 1890 och 1898. Hellemyrsfolket är en av naturalismens huvudverk i norsk litteratur, en släktroman från Vestland som belyser arv- och miljöbestämda förutsättningar för en rad misslyckade livsöden.
Romanen Lucie (1888, även dramatiserad) och skådespelet Agnete (1893) skildrar kvinnor som i tragiska livssituationer sviks av de män de älskar. 1890 kom Børnefortællinger, skrevet for voksne, och 1891 berättelsen Fru Inés, som åter tar upp problemet med kvinnan som "inte kan älska". Romanen Forraadt (1892) ger en skakande skildring av en ung flickas äktenskap med en äldre, erfaren man.
Sjukdom, arbetspress och personliga disharmonier ledde till att Skram lät sig läggas in för psykiatrisk behandling, och 1895 kom de två uppseendeväckande böckerna Professor Hieronimus och Paa Sct. Jørgen, som häftigt angriper behandlingen av psykiatriska patienter. Kritiken riktades framför allt mot den danske psykiatern Knud Pontoppidan på Kommunehospitalet i Köpenhamn, och kan ses som ett uttryck för antipsykiatri, långt innan detta begrepp myntats.
Efter några mindre noveller och berättelser gav hon 1900 ut sin sista roman, Julehelg, som präglas av religiös kärleksmystik. En större roman, Mennesker, fullbordades aldrig och utkom postumt 1905. Samlede Værker kom första gången 1905-1907.

## Eftermäle
En staty av Skram, utförd av Maja Refsum, avtäcktes på Klosterhagen i Bergen 1949. En marmorbyst gjord av Ambrosia Tønnesen finns i Bergen bibliotek.